# Nederland op het Eurovisiesongfestival 1970
Nederland deed mee aan het Eurovisiesongfestival 1970 en was tevens het gastland van deze editie.

## Nationaal Songfestival 1970

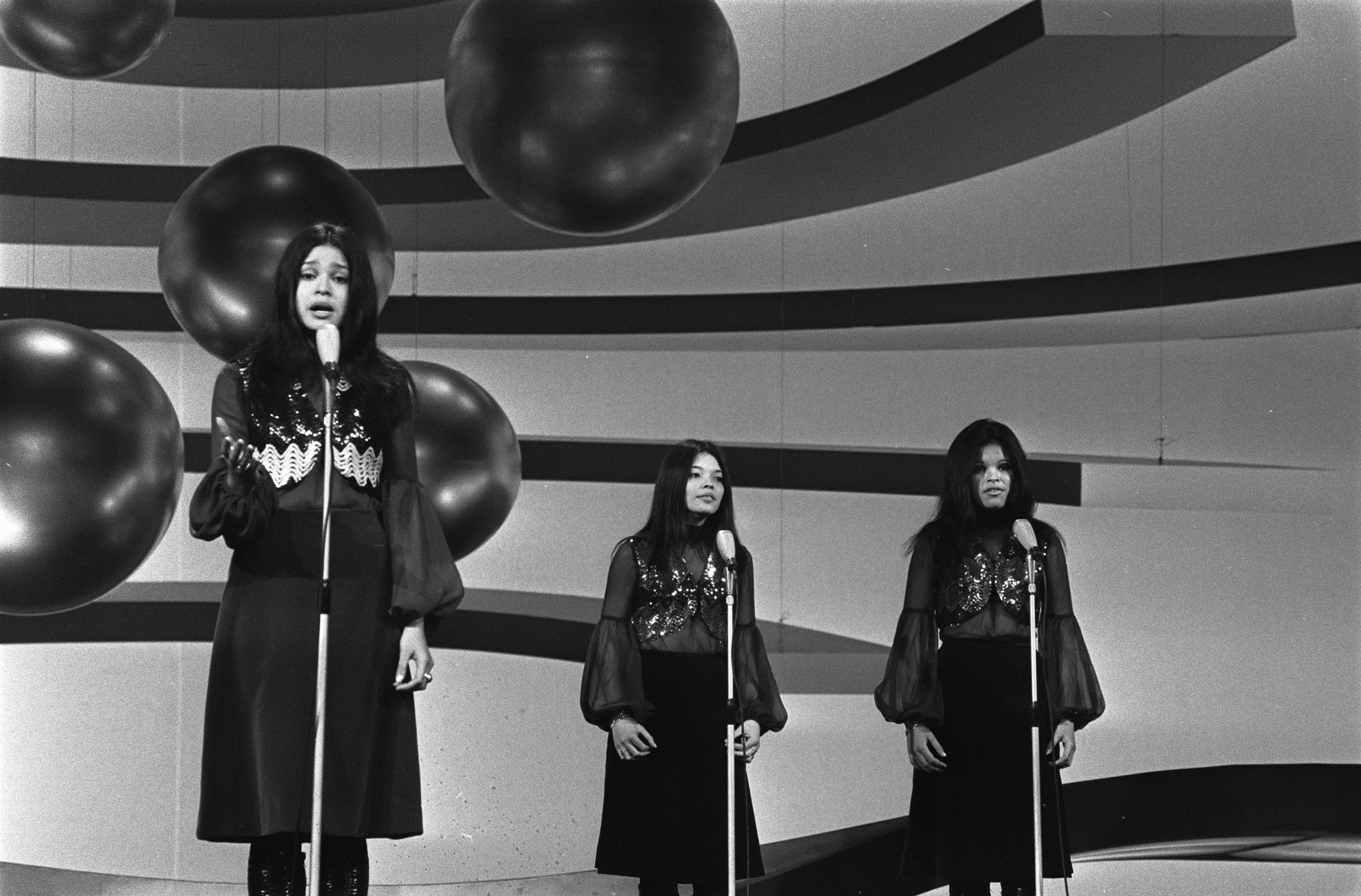
'Patricia en de Hearts of Soul' tijdens het Eurovision Songfestival 1970

De Nederlandse inzending werd gekozen via het Nationaal Songfestival. Hierin leek het lied Het spinnewiel van Saskia en Serge de beste kaarten te hebben, maar het was de Harderwijkse meidengroep Hearts of Soul die zegevierde met hun lied Waterman. Dit lied werd geschreven door Pieter Goemans.

## In Amsterdam
Na de gedeelde winst voor Lenny Kuhr op het Eurovisiesongfestival 1969 in Madrid, was Nederland na loting de eer te beurt gevallen om het festival van 1970 te organiseren. Het evenement werd op 21 maart georganiseerd in het RAI Congrescentrum in Amsterdam. De presentatie was in handen van Willy Dobbe.
Omdat het festivalreglement destijds nog niet voorzag in optredende groepen, moest de naam van de Nederlandse inzending veranderd worden: de groepsnaam "Hearts of Soul" werd tijdelijk veranderd in "Patricia en de Hearts of Soul". Hun lied Waterman eindigde met 7 punten op de zevende plaats. Winnaar werd de zangeres Dana namens Ierland met het liedje All kinds of everything. In totaal deden in 1970 maar 12 landen mee; een aantal landen boycotte het festival uit woede over de gedeelde winst van Nederland, Spanje, Frankrijk en het Verenigd Koninkrijk op het festival van 1969.
1956 · 1957 · 1958 · 1959 · 1960 · 1961 · 1962 · 1963 · 1964 · 1965 · 1966 · 1967 · 1968 · 1969 · 1970 · 1971 · 1972 · 1973 · 1974 · 1975 · 1976 · 1977 · 1978 · 1979 · 1980 · 1981 · 1982 · 1983 · 1984 · 1985 · 1986 · 1987 · 1988 · 1989 · 1990 · 1991 · 1992 · 1993 · 1994 · 1995 · 1996 · 1997 · 1998 · 1999 · 2000 · 2001 · 2002 · 2003 · 2004 · 2005 · 2006 · 2007 · 2008 · 2009 · 2010 · 2011 · 2012 · 2013 · 2014 · 2015 · 2016 · 2017 · 2018 · 2019 · 2020 · 2021 · 2022 · 2023 · 2024 · 2025